# Барболья
Барболья (ісп. Barbolla) — муніципалітет в Іспанії, у складі автономної спільноти Кастилія-і-Леон, у провінції Сеговія. Населення — 198 осіб (2010).
Муніципалітет розташований на відстані близько 100 км на північ від Мадрида, 55 км на північний схід від Сеговії.
На території муніципалітету розташовані такі населені пункти: (дані про населення за 2010 рік)
- Барболья: 172 особи
- Ель-Ольмо: 26 осіб

## Демографія
Динаміка населення (INE ):